# Me enamoro de ti
«Me enamoro de ti» es una canción de la cantautora mexicana Fey proveniente de su álbum debut Fey (1995). Se lanzó como quinto sencillo del álbum en el mes de febrero de 1996 por Sony Music. La canción también está incluida en importantes compilados como Éxitos (2000), Antología (2004 y 2006) y Lo esencial de Fey (2009). Fue escrita por Fredi Marugán y José Ramón Florez y producida por este último. Su letra se inspira en las prematuras relaciones de pareja. 
«Me enamoro de ti» posee estilos como el bubblegum pop y el dance pop y también es una de las canciones más movidas del disco debut de Fey. La letra se refiere a cómo las personas se van conociendo al inicio de una relación amorosa. La canción se convirtió en un éxito más del disco, posicionándose en los primeros lugares en México, así como en países de Sudamérica.
Su video musical fue dirigido por el director y productor de cine y televisión venezolano Abraham Pulido, inspirado en una fiesta de disfraces. Este fue el tercer y último video para promocionar el disco, lanzado en febrero de 1996. También es uno de los que gozo con mayor presupuesto que los dos anteriores videos musicales. El video proyecta a Fey (como ella misma) animando una fiesta, mientras tanto en ese mismo instante se ve a una chica del grupo (interpretada por Fey) vestida de ángel en búsqueda de un acompañante para la fiesta. En el video también interviene el grupo Mercurio.
Para 2012, Fey regrabó la canción para su disco en vivo Primera fila con sonidos nada alejados de la original versión, pero según Fey refrescados a la actualidad.

## Composición
«Me enamoro de ti» posee sonidos como el bubblegum pop y el dance pop. La voz de Fey es pareja, no hay elevaciones relevantes de esta. Su letra es pegadiza (típico de las canciones de dance) y está inspirada en como al inicio de una relación amorosa las personas pueden ir conociéndose, describiéndose y como sorprenderlas cuando se encuentran. Los sonidos son sobre la base de cajas musicales y sintetizadores ya que está compuesta específicamente para acompañar al baile con ritmos bien marcados y altamente repetitivo para volverse fácilmente bailable. Al igual que casi todas las canciones de este disco promocionados, «Me enamoro de ti» posee una enérgica coreografía superior a la de «Media naranja» o «Gatos en el balcón». La parte cuando Fey canta "Me enamoro..." es una de las más relevantes puesto que se llevan los cuatro dedos de la mano (menos el pulgar) a la base del pecho para luego cuando se cante "de ti..." los brazos se estiren horizontalmente posicionado los dedos en forma de señalar a alguien.

## Recepción
«Me enamoro de ti» iba a ser el primer sencillo del disco, pero al escuchar una versión mejorada de «Media naranja», se descartó la idea de lanzamiento.  La canción se desenvolvió favorablemente en rankings radiales en toda Latinoamérica. En México se vuelve uno y logra ingresar a rankings nacionales en la gran mayoría de países en Sudamérica. Igualmente Fey promocionó la canción en varios programas televisivos de su país. En febrero de 1996, Fey cantó la canción en el  Festival de Viña del Mar realizado en Chile, cantando su en su versión remix y también se presentó en algunos programas de ese país.
Actualmente la canción forma parte del musical Verdad o reto, musical mexicano basado en canciones populares de los 90'.

## Video musical
«Me enamoro de ti» posee un elaborado video musical, superior a sus antecesores. El escenario principal fue una plataforma de basketball ambientada para la ocasión. La trama consta en una fiesta de disfraces con gran diversidad de estos. La trama envuelve a tres personajes claves formando un triángulo entre estos. Fey interpreta a una joven vestida de ángel que busca la manera como hablar con algún chico de la fiesta. De la misma manera otro joven (Alex Sirvent) busca la oportunidad de hablar con Fey, pero es interrumpido por otra joven (Ingrid Martz) que pretende arrebatarle la oportunidad a Fey. 
Son distintos disfraces los que aparecen, Fey viste uno de ángel, el actor principal del video viste un traje de robot, con un reloj de corazón. La antagónica de este video viste un traje de mecerá con orejas de conejo. Otros trajes relevantes son el Guasón, marinero y otro inconfundible es el de Merlina.  
El video finaliza con la huida de Fey de la fiesta siendo perseguida por el robot que abandona a la antagónica del video. El robot encuentra a Fey en las escaleras de afuera del local de la fiesta indicándole que su corazón es de ella. En video Fey tubo dos papeles el de ángel ya descrito y el ella misma. Como Fey, la cantante baila y canta la canción en el estrado de la fiesta y se pueden apreciar gran mayoría de los pasos de baile de la canción. Fue dirigido por Abraham Pulido.

## Lista de canciones
| Sencillo en CD |                    |          |  |
| N.º            | Título             | Duración |  |
| 1.             | «Me enamoro de ti» | 3:55     |  |

| Primera fila |                    |          |  |
| N.º          | Título             | Duración |  |
| 10.          | «Me enamoro de ti» | 4:10     |  |

## Listas de popularidad (1996)
| Listas nacionales | Posición más alta |
| ----------------- | ----------------- |
| Argentina         | 5                 |
| Bolivia           | 1                 |
| Chile             | 10                |
| Colombia          | 3                 |
| México            | 1                 |
| Perú              | 2                 |